# 尖鼻箱鲀
尖鼻箱鲀（学名：Rhynchostracion nasus）为輻鰭魚綱魨形目鱗魨亞目箱鲀科尖鼻箱鲀属的鱼类，俗名灯笼龟鱼。分布于印度沿海、往东经马来半岛、印度尼西亚、菲律宾、加罗林群岛、关岛、到玻里尼西亚群岛、在太平洋南部达马尔贵斯群岛、拉罗东加岛及菲吉岛以及中国南海等海域，属于底层海鱼，棲息深度2-80公尺，體長可達30公分，棲息在沙沉積的岩石水域，生活習性不明，具有毒性。该物种的模式产地在Nile。